# Formigueiro-de-cabeça-negra
Formigueirinho-de-capuz ou formigueiro-de-cabeça-negra (Formicivora erythronotos) é uma espécie de ave da família Thamnophilidae.
É endêmica da região sudeste do Brasil, ocorrendo apenas no sul do Rio de Janeiro.

## População e Área de Ocorrência
Estima-se que haja menos de 250 indivíduos maduros, sendo que de 90 a 100% deles estão em uma única subpopulação, localizada nos Vales do Mambucaba e do Ariró, pertencentes a cidade de Angra dos Reis.

## Habitat e Dieta
Habita áreas arbustivas, ambientes em regeneração e matas secundárias em planícies costeiras. Foi redescoberta em uma mancha com floresta secundária alagada, limítrofe a manguezais; posteriormente registrada em plantações abandonadas de banana, com floresta secundária em estágios iniciais, possuindo variabilidade de sub-bosques abertos com numerosas bananeiras, lianas e um dossel relativamente uniforme de 3 a 5 m, com árvores emergentes esparsas de 20 m . Também pode ser encontrada em formações secundárias associadas a cultivos abandonados de eucalipto, em restinga antropizada, em sub-bosques densos de restingas modificadas e próximo à floresta secundária seca .
Alimenta-se de insetos, aranhas e, aparentemente, pequenos anfíbios . Ocasionalmente, forrageia em bandos mistos ou seguindo formigas de correição, que são incomuns em seu habitat .

## Ameaças
Ameaçada pela expansão imobiliária e outras formas de utilização extensiva do solo, como o aumento da infraestrutura turística, além da expansão de pastagens e monoculturas.

## Estado de Conservação
O ICMBio categorizou essa espécie como Criticamente em Perigo (CR) pelo critério C2a(ii).